# Phytomyza viduata
Phytomyza viduata är en tvåvingeart som beskrevs av Johann Wilhelm Meigen 1838. Phytomyza viduata ingår i släktet Phytomyza och familjen minerarflugor.
Artens utbredningsområde är Tyskland. Inga underarter finns listade i Catalogue of Life.